# Greeley County, Kansas
Greeley County är ett administrativt område i delstaten Kansas, USA, med 1 247 invånare. Countyt har fått sitt namn efter publicisten Horace Greeley och huvudorten Tribune efter hans tidning New York Tribune.

## Geografi
Enligt United States Census Bureau har countyt en total area på 2 015 km². 2 015 km² av den arean är land och 1 km² är vatten.

### Angränsande countyn
- Wallace County - nord
- Wichita County - öst
- Hamilton County - syd
- Prowers County, Colorado - sydväst
- Kiowa County, Colorado - väst
- Cheyenne County, Colorado - nordväst

### Orter
- Horace
- Tribune (huvudort)